# Cécilia (chimpanzé)
Pour les articles homonymes, voir Cécilia.
Le chimpanzé Cécilia a été le premier animal non-humain au monde à avoir été libérée par un tribunal qui a estimé qu'elle était une personnalité juridique pouvant bénéficier de l'Habeas corpus.
Saisie par l'Association de défense des droits des animaux argentine (AFADA), la juge Maria Alejandra Mauricio du Tribunal de Mendoza, en Argentine, a reconnu, le 3 novembre 2016, la femelle chimpanzé Cécilia comme personnalité juridique physique pouvant bénéficier de l'Habeas corpus qui garantit que nul ne peut être emprisonné sans jugement. La juge a donc ordonné la libération du chimpanzé Cécilia. Une lutte juridique inspirée, entre autres, par l'avocat américain Steven M. Wise et son association Nonhuman Rights Project (NRP).
Lors de sa détention dans une cage du zoo de Mendoza, dont les conditions ont été considérées comme déplorables, elle avait vu mourir ses deux compagnons, Charly et Xuxa et elle déprimait. Après la décision judiciaire du tribunal, elle a été libérée le 5 avril 2017, puis transférée dans le Sanctuaire pour grands primates de Sorocaba, à 100 km de Sao Paulo au Brésil.